# Guillem Bestard
Guillem Bestard i Cànaves (* 1881 in Pollença auf Mallorca; † 1969 in London) war ein spanischer Fotograf und Maler. (Guillem ist die katalanische, Guillermo die entsprechende kastillanische Form seines Vornamens). Seine Fotografien von Landschaften, Straßenszenen, gesellschaftlichen Ereignissen, Familienfesten und einzelnen Personen dokumentieren die spanische Insel Mallorca vor dem Beginn des Tourismusbooms.

## Lebensweg
Die Eltern von Guillem Bestard i Canaves waren Gastwirte. Sie betrieben eine Pension in Pollença im Nord-Osten Mallorcas, die auch von ausländischen Gästen frequentiert wurde. Guillem Bestard besuchte die reformpädagogische Schule (Institució d'Ensenyament) von Guillem Cifre de Colonya und Clara Hammerl in Pollença. Er sprach neben Spanisch und Katalanisch auch Deutsch und Englisch. 
Bereits mit 17 Jahren, im Jahr 1898, erwarb Bestard seine erste Fotokamera von einem deutschen Mallorca-Touristen. Er war fotografischer Autodidakt. Bestard suchte Kontakt zu den Künstler, die Anfang des 20. Jahrhunderts Pollença als ihren Aufenthalts- und Arbeitsort gewählt hatten. Belegbar sind Begegnungen Bestards mit den Malern Hermenegildo Anglada Camarasa (1871–1959), Joaquín Sorolla (1863–1923), Santiago Rusiñol (1861–1931), Eugen Mossgraber-Falk (1877–1933), Roberto Montenegro Nervo (1887–1968), Gregorio López Naguil (1894–1953), Roberto Ramauge (1890–1973) und mit Tito Cittadini (1886–1960), einem argentinischen Künstler und Schüler der Académie Vitti.
Im Kontakt mit diesen Künstlern erlernte der junge Bestard die Grundzüge der Bildkomposition. 
Guillem Bestard machte bereits in jungen Jahren Porträtaufnahmen dieser Maler und anderer Künstler. Einen großen Teil seiner Fotos nahm Bestard in Pollença und Umgebung auf, darunter Landschaften, Straßenszenen und Porträts. Aus einigen seiner Aufnahmen machte Guillem Bestard Ansichtskarten, die er an Urlauber verkaufte. Viele seiner Aufnahmen stammen aus der Frühzeit des Mallorca-Tourismus vor dem Beginn des Tourismusbooms – 1928 erbaute der aus Argentinien stammende Kunstliebhaber Adán Diehl an der Platja de Formentor, einem Sandstrand nahe Pollenças, das gehobene Hotel Formentor, das auch von Prominenten aus dem In- und Ausland besucht wurde. 
Bei gesellschaftlichen Ereignissen, etwa Hochzeiten, Firmungen oder Todesfällen, war Bestard stets mit seiner Kamera vor Ort. Er gilt als erster professioneller Fotograf Mallorcas und konnte offenbar gut von der Fotografie leben. Seiner guten Auftragslage dürfte der Brauch zugutegekommen sein, jüngst Verstorbene noch einmal porträtieren zu lassen. Während wohlhabende Familien damit einen Maler beauftragen konnten, leisteten sich weniger Wohlhabenden immerhin noch eine Fotografie des Verstorbenen. So sind in Bestards Nachlass zahlreiche Fotografien von gerade Verstorbenen zu finden.
In dem von Guillems Eltern erworbenen Nachbarhaus ihrer Pension richtete Guillem Bestard sein Fotoatelier ein, das auch zu einem kulturellen Treffpunkt für Dichterlesungen, Klavierkonzerte und Diskussionskreise wurde. Guillem Bestard entwickelte selbst eine Fotoemulsion für Papierabzüge und galt als Experte im Bichromat-Gummidruck, einem Edeldruckverfahren. 
Bestard fotografierte neben Künstlern auch Personen aus Politik und Zeitgeschichte. So gibt es Bestard-Fotos von Antoni Maura, dem bisher einzigen mallorquinischen Regierungschef Spaniens, von König Alfonso XIII., der Spanien zwischen 1886 und 1931 regierte, oder auch von Diktator Miguel Primo de Rivera, der von 1923 bis 1930 in Spanien an der Macht war. Im Jahr 1913 porträtierte er die Infantin der königlichen Familie, Isabella. 
Bestard war Mitarbeiter und Foto-Korrespondent des „National Geographic Magazine“, der Madrider Zeitung „El Sol“, einer liberalen Zeitung, die von 1917 bis 1936 erschien, sowie einiger anderer Publikationen. 
Für seine Fotografien erhielt Guillem Bestard internationale Preise. So gewann er 1910 auf einer internationalen Foto-Ausstellung in Paris die Goldmedaille für seine Kunst-Fotografien; weitere Auszeichnungen in Paris, Brüssel und Barcelona folgten.
Guillem Bestard war im Jahr 1910 Mitbegründer des Fahrradfahrer-Clubs von Pollença und zeitweilig Direktor der 1880 von Guillem Cifre de Colonya gegründeten Sparkasse „Caixa d'Estalvis de Colonya“. 
Ab Anfang der 1930er-Jahre widmete sich Bestard vermehrt der Malerei, ohne jedoch sein Interesse an der Fotografie gänzlich verloren zu haben. Im August 1931 eröffnete Bestard seine erste Gemäldeausstellung im Pollença-Club. 
1931 heiratete er die Biologin Margalida (kastillanisch: Margarita) Comas Camps (1892–1972). Ihr Vater, Gabriel Comas, war Lehrer an der Reform-Schule (Institució d'Ensenyament) von Pollença gewesen. Guillem Bestard war zum Zeitpunkt seiner Eheschließung mit Margalida Comas Camps bereits verwitwet und brachte seinen Sohn Josep (bzw., in der kastillanischen Namensform, José) mit in die neue Ehe. Margalida Comas lebte in Barcelona und lehrte dort Biologie an der Universität. Kurze Zeit nach ihrer Trauung folgte Bestard seiner Ehefrau nach Barcelona; sein Fotostudio übergab er seinem Sohn Josep. Zwischen 1931 und 1951 führte dieser neben dem Hauptsitz des Fotogeschäfts in Pollença auch eine Filiale in Alcúdia. Deshalb finden sich aus diesen zwanzig Jahren besonders viele Aufnahmen aus dieser malerischen mallorquinischen Kleinstadt im Bildbestand der Casa Bestard. 
In Barcelona setzte Guillem Bestard seine fotografische Arbeit fort und produzierte Postkarten, die guten Absatz fanden. Er richtete in seinem Haus eine kleine Druckerei ein, in der er Fotos von Barcelona und den Balearen bearbeitete und druckte. 
Kurz vor Ausbruch des Spanischen Bürgerkriegs im Jahr 1936 war Margalida Comas mit einem vom spanischen Staat gewährten Stipendium nach Paris gegangen. Später reiste sie nach England weiter und blieb aufgrund der politischen Verhältnisse in ihrem spanischen Heimatland dort. In Spanien war sie als liberaler, reformorientierter Mensch zu einer unerwünschten Person geworden. Ihr Ehemann Guillermo kehrte von Barcelona nach Mallorca zurück und zog dort in sein ehemaliges Haus. Dort in Pollença fotografierte er öffentliche und gesellschaftliche Ereignisse, wurde aber aufgrund seiner als republikanisch bekannten Haltung und seiner geringen Affinität zur katholischen Kirche von den neuen Behörden und einigen der Einheimischen nicht sehr geschätzt.
Margalida wurde durch den Spanischen Bürgerkrieg und den Zweiten Weltkrieg von 1936 bis 1946, also zehn Jahre lang, von ihrer Familie abgeschnitten. Sie traf erst 1946 wieder mit ihrem Mann Guillem zusammen. Während dieser zehn Jahre hatten weder dieser noch ihre Schwestern zu ihr nach England reisen können, da ihnen sowohl Spanien die Ausreise als auch Großbritannien die Einreise verweigerten. Erst am 31. Januar 1946 gelangte Guillem Bestard schließlich doch noch zu seiner Frau nach London. Diese setzte dort ihre Lehrtätigkeit fort, er malte weiter und fotografierte in geringerem Maße.
Im Jahr 1954 erkrankte Guillermos Sohn Josep schwer. Guillem wollte daher zu ihm nach Mallorca. Für seine Frau, die ihn begleiten wollte, begann damit ein bürokratisches Abenteuer. Josep Bestard starb in diesem Jahr, und Margalida konnte ihren Mann in dieser traurigen Zeit nicht begleiten. Erst im Juli 1955, nach 19 Jahren Abwesenheit, konnte sie nach Mallorca zurückkehren. Von da an wechselte das Ehepaar in den folgenden Jahren zwischen London und Pollença hin und her. 
Nach dem Tode seines Sohnes Josep Bestard im Jahr 1954 verkaufte Guillem sein Fotounternehmen im Jahr 1959 an Joan Cerdà, der bereits seit 1947 Mitarbeiter der Casa Bestard gewesen war. 
Am 29. März 1969 starb der Fotograf und Maler Guillermo Bestard i Cànaves in London im Alter von 87 Jahren. Seine Frau Margalida überlebte ihn um drei Jahre; sie starb am 28. August 1972 im Alter von 80 Jahren an einer akuten Lungenentzündung in Exmouth. 
Joan Cerdà blieb der Linie seines 1969 verstorbenen Lehrmeisters treu und war weiterhin mit seiner Kamera bei allen offiziellen Anlässen in Pollença und Umgebung zugegen. 
Der rund 400.000 Fotos umfassende Nachlass der Casa Bestard, also der Fotografen Guillem Bestard, Josep Bestard und Joan Cerdà, wird heute im Archiv Bestard-Cerdà in Pollença aufbewahrt.